# 2019年世界陸上競技選手権大会タンザニア選手団
2019年世界陸上競技選手権大会タンザニア選手団は、2019年9月27日から10月6日までカタールのドーハで開催された第17回世界陸上競技選手権大会のタンザニア選手団。

## 選手団
- 人員: 選手 4人

## 選手名簿・結果
| 選手                 | 種目         | 結果          | 順位     |
| -------------------- | ------------ | ------------- | -------- |
| アルフォンス・シンブ | 男子マラソン | 2時間13分57秒 | 16位     |
| ステフノ・フチェ     | 男子マラソン | 途中棄権      | 途中棄権 |
| アウグスティノ・スレ | 男子マラソン | 途中棄権      | 途中棄権 |
| ファイルナ・マタンガ | 女子マラソン | 途中棄権      | 途中棄権 |